# Armand Massard
Armand Émile Nicolas Massard (París, 1 de diciembre de 1884-París, 9 de abril de 1971) fue un deportista francés que compitió en esgrima, especialista en la modalidad de espada. Participó en tres Juegos Olímpicos de Verano entre los años 1920 y 1928, obteniendo en total tres medallas, oro y bronce en Amberes 1920 y plata en Ámsterdam 1928.

## Palmarés internacional
| Juegos Olímpicos | Juegos Olímpicos         | Juegos Olímpicos  | Juegos Olímpicos   |
| Año              | Lugar                    | Medalla           | Prueba             |
| ---------------- | ------------------------ | ----------------- | ------------------ |
| 1920             | Amberes (Bélgica)        | Medalla de oro    | Espada individual  |
| 1920             | Amberes (Bélgica)        | Medalla de bronce | Espada por equipos |
| 1928             | Ámsterdam (Países Bajos) | Medalla de plata  | Espada por equipos |